# Rusinsk
Rusinsk er et østslavisk sprog nært beslægtet med ukrainsk. Officielt er sproget en ukrainsk dialekt, noget som støttes af russiske og ukrainske sprogforskere. Dette begrundes med, at der findes en række overgangsdialekter mellem rusinsk og ukrainsk. De fleste andre sprogforskere betragter det som et selvstændigt sprog. Deres begrundelse er, at forskellen mellem rusinsk og ukrainsk er mindst lige så stor som mellem ukrainsk og hviderussisk. Desuden findes der også overgangsdialekter mellem russisk, hviderussisk og ukrainsk.[kilde mangler]
Rusinsk blev før 2. verdenskrig talt af lidt under en million mennesker i Karpato-Rutenien. I 2000 blev det talt af ca. 623.960 mennesker, og det er et af de seks officielle sprog i den serbiske region Vojvodina.[kilde mangler]

## Etymologi
Betegnelsen rusinsk stammer fra русин- /ru'syn-/, samme rod som i русский /russisk/ og rhutensk, der alle i en fjernere fortid blev brugt om skandinaviske væringer. Rusin var det foretrukne etnonym, dvs. endonym, blandt ukrainere som sådan. Betegnelsen ukrainer er forbundet med russisk for udkant, /u kraju/, altså om befolkningen i udkanten af det moskovitiske imperium. 

## Slægtskab

### Nærmeste genetiske slægtninge
Rusinsk sprogs nærmeste genetiske slægtninge er:
| - Østslavisk - † Gammel østslavisk sprog - † Gammel Novgorod - † Rutensk - Hviderussisk - Russisk - Ukrainsk - Rusinsk - Pannonian Rusinsk |

Noter
1. ↑  † ~ uddød